# 梅角 (南極洲)
梅角是南極洲的海岬，位於沙克爾頓海岸的羅斯冰架西面，處於萊爾德角東南面15公里，由英國探險隊發現，以海軍元帥命名。
81°50′S 162°50′E / 81.833°S 162.833°E